# Granby (Quebec)

Granby é uma cidade canadense, localizada na província de Quebec. A cidade possui 76 613 km², 44 221 habitantes na cidade propriamente dita, com mais de 75 000 na região metropolitana, e uma densidade demográfica de 575,9/km².